# Gornovessioli

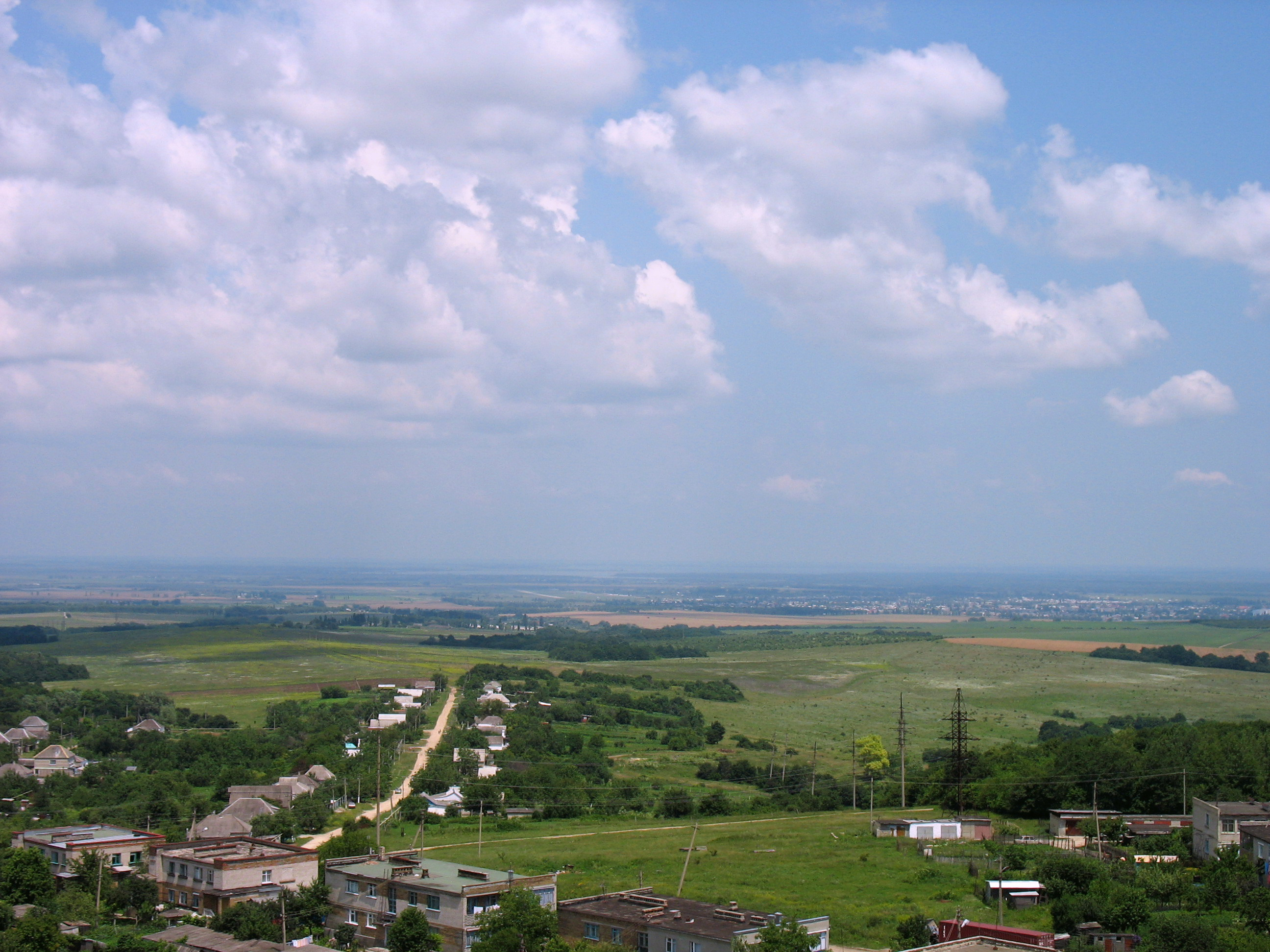
Granja Gorno-Vesely (vista del carrer Festivalnaia).

Gornovessioli - Горновесёлый (rus) - és un khútor del krai de Krasnodar, a Rússia. Es troba als vessants septentrionals del Caucas occidental, a la caçalera d'un dels tributaris del riu Guetxepsin, a 7 km al nord-oest de Krimsk i a 90 km a l'oest de Krasnodar, la capital.
Pertany al municipi de Moldavànskoie.